# Frontera entre Turquia i l'Azerbaidjan

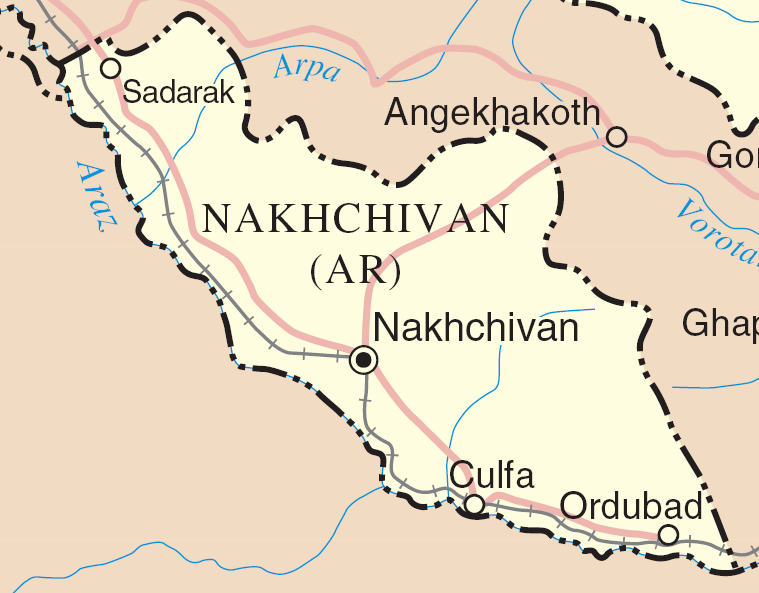
Nakhtxivan

La frontera entre Turquia i l'Azerbaidjan és la frontera de 18 kilòmetres que separa l'Azerbaidjan de la República de Turquia. És una frontera fluvial, marcada pel riu Araxes, que marca també una part de la frontera entre l'Iran i l'Azerbaidjan. La frontera se situa a la punta sud-oriental de la província de Tsolakert al costat turc i al nord-oest de la República Autònoma de Nakhtxivan pel costat de l'Azerbaidjan, però envoltada per Armènia, i és la frontera més curta per a ambdós països.
La frontera es va establir originàriament el 16 de març de 1921, entre el Govern de la Gran Assemblea Nacional turc i la República Socialista Federada Soviètica de Rússia, que van lluitar contra els Aliats per establir les seves pròpies nacions respectives. El tractat va definir la frontera al llarg del riu Aras entre la República Socialista Soviètica Autònoma de Nakhitxevan i Turquia.
Els únics passos són les autovies D.080/M7 a través del pont d'Umut.

## Traçat
El riu Aras marca la frontera per tota la seva extensió. La terra als voltants és plana i no desenvolupada, a excepció d'una carretera de quatre carrils i dos controls de duanes. L'assentament més proper és el poble de Sədərək, situat aproximadament 7 km a l'est de banda de l'Azerbaidjan, mentre que l'assentament més proper al costat turc és el poble d'Aralix, situat aproximadament 28 km al nord-oest.

## Passos
Només hi ha un en pas de la frontera. El pont d'Umut porta la D.080 / M7 a través del riu Aras. Des de 2012 el govern turc ha presentat plans per a un ferrocarril fins a Nakhtxivan des de Turquia, però no s'ha pres cap acció.
| Control turc | Província | Control àzeri | Província  | Obert        | Carretera a Turquia | Carretera a l'Azerbaidjan | Situació |
| ------------ | --------- | ------------- | ---------- | ------------ | ------------------- | ------------------------- | -------- |
| Dilucu       | Tsolakert | Sədərək       | Nakhtxivan | 22 maig 1992 | D.080               | M7                        | Obert    |